# Khomār Tāj
Khomār Tāj (persiska: Khomārtāsh, خمار تاج) är en ort i Iran.   Den ligger i provinsen Khorasan, i den nordöstra delen av landet, 600 km öster om huvudstaden Teheran. Khomār Tāj ligger 1 418 meter över havet och antalet invånare är 965.
Terrängen runt Khomār Tāj är kuperad åt nordost, men åt sydväst är den platt. Runt Khomār Tāj är det ganska glesbefolkat, med 38 invånare per kvadratkilometer. Närmaste större samhälle är Qūchān, 13,8 km sydost om Khomār Tāj. Trakten runt Khomār Tāj består till största delen av jordbruksmark.